# Pobladura de Pelayo García (kommun)
Pobladura de Pelayo García är en kommun i Spanien.   Den ligger i provinsen Provincia de León och regionen Kastilien och Leon, i den nordvästra delen av landet, 260 km nordväst om huvudstaden Madrid. Antalet invånare är 426.